# Ordeal of the Union
Ordeal of the Union, est un ensemble de huit volumes (publié de 1947 à 1971) d'Allan Nevins consacré à la guerre de Sécession ; c'est l'un des ouvrages plus célèbres de l'auteur qui n'a pris fin qu'à la mort de Nevins. 
Les titres des huit volumes sont :
1. Fruits of Manifest Destiny, 1847–1852
2. A House Dividing, 1852–1857
3. Douglas, Buchanan, and Party Chaos, 1857–1859
4. Prologue to Civil War, 1859–1861
5. The Improvised War, 1861–1862
6. War Becomes Revolution, 1862–1863
7. The Organized War, 1863–1864
8. The Organized War to Victory, 1864–1865.

Pour les deux derniers volumes, publiés en 1971, Nevins est lauréat du National Book Award dans la catégorie « Histoire ».

## Source de la traduction
- (en) Cet article est partiellement ou en totalité issu de l’article de Wikipédia en anglais intitulé « Ordeal of the Union » (voir la liste des auteurs).